# Profilo ICC
Un profilo ICC è un insieme di dati che descrivono, secondo regole e standard promulgate dall'ICC (International Color Consortium), il modo in cui i colori sono rappresentati numericamente in un determinato spazio dei colori. In particolare, i profili ICC sono comunemente usati per descrivere numericamente il modo in cui i colori sono rappresentati in dispositivi digitali di ingresso/uscita di immagini quali fotocamere digitali, scanner, stampanti e display. Lo scopo del profilo ICC è quello di fornire le regole di trasformazione fra i valori dello spazio colore descritto dal profilo e un determinato spazio colore standard detto "spazio di connessione fra profili" ("Profile Connection Space", PCS), che secondo le specifiche ICC può essere L*a*b* e CIE XYZ (con illuminante di riferimento D50). A sua volta, la trasformazione può essere espressa attraverso una tabella di corrispondenze (applicata usando interpolazione laddove necessario), con formule matematiche, o attraverso una combinazione dei due metodi.
Ogni dispositivo che registra o produce immagini a colori può avere un profilo ICC associato. Alcuni costruttori forniscono profili per i loro prodotti, e diverse applicazioni software consentono all'utente finale di generare profili per i dispositivi che utilizza, per esempio usando un colorimetro tristimolo o uno spettrofotometro.
La versione attuale delle specifiche ICC per il formato dei profili è la 4.3.

## Uso pratico
Lo scopo pratico dei profili ICC è quello di consentire l'applicazione di un processo di gestione del colore che preservi i colori nel passaggio da uno spazio colore sorgente a uno spazio colore destinazione (per esempio, dallo spazio colore di una determinata fotocamera a quello di una determinata stampante). Il procedimento richiede due profili ICC, uno per la sorgente e uno per la destinazione; il primo viene usato per tradurre dallo spazio colore sorgente al PCS, e il secondo dal PCS allo spazio colore destinazione.

Rappresentazione tridimensionale dei profili ICC di due spazi dei colori con gamut diversi (figura solida e figura a reticolo)

## Intenti di rendering
Due spazi colore da connettere potrebbero avere diversi gamut (ovvero ciascuno dei due potrebbe contenere colori non rappresentabili nell'altro). In questo caso, i colori non potranno rimanere inalterati nel passaggio dallo spazio colore sorgente allo spazio colore destinazione, ma dovranno essere in qualche modo adattati. Questo adattamento può essere fatto secondo diversi principi, che producono diversi effetti visivi. Le specifiche ICC definiscono quattro diversi algoritmi di adattamento, detti intenti di rendering.